# Toral de los Guzmanes
Toral de los Guzmanes – gmina w Hiszpanii, w prowincji León, w Kastylii i León, o powierzchni 21,11 km². W 2011 roku gmina liczyła 580 mieszkańców.